# Richard Rhodes (Schriftsteller)

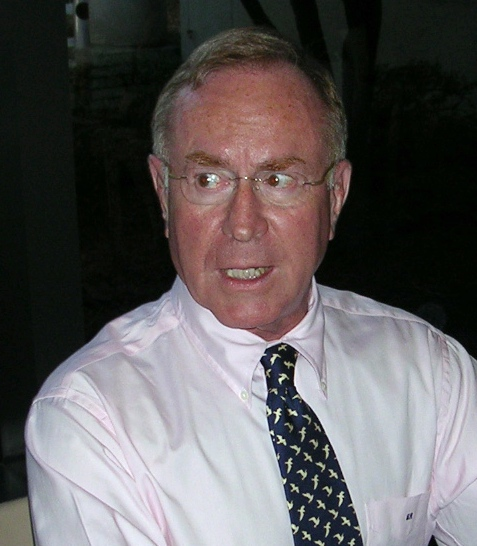
Richard Rhodes 2010

Richard Rhodes (* 4. Juli 1937 in Kansas City, Kansas) ist ein US-amerikanischer Sachbuchautor und Wissenschaftsjournalist, bekannt für seine Bücher über die Geschichte der Atombombe und Wasserstoffbombe. Für The Making of the Atomic Bomb erhielt er den Pulitzer-Preis.

## Biografie
Rhodes hatte eine schwierige Kindheit, die er in seinem Buch A Hole in the World erzählt. Er ging auf eine Schule für Waisen (Andrew Drumm Institute in Independence (Missouri)) und studierte mit einem Stipendium an der Yale University Geschichte mit dem Bachelor-Abschluss 1959. Danach wurde er Journalist und veröffentlichte zahlreiche Bücher, sowohl Romane als auch Sachbücher. Am bekanntesten ist sein preisgekröntes Buch über das Manhattan Project, das in zahlreiche Sprachen übersetzt wurde, viele Preise erhielt (neben dem Pulitzer-Preis für Sachbücher den National Book Award und den National Book Critics Circle Award) und als Standardwerk gilt. Dem folgten Bücher über die Geschichte der Wasserstoffbombe (Dark Sun), für das er den Watson Davis and Helen Miles Davis Prize erhielt, und Bücher über das nukleare Wettrüsten und die zivile Nutzung der Kernenergie und die Gefahren der Nuklearwaffen nach Ende des Kalten Krieges zum Beispiel in der Hand von Terroristen. Außerdem schrieb er eine Biographie von John James Audubon, über Mordmotive, Hedy Lamarr (Hedy´s Folly), die Erforschung der Prionen und Daniel Gajdusek (Deadly Feasts), über SS-Einsatzgruppen und den Beginn des Holocaust und den spanischen Bürgerkrieg (Hell and Good Company).
Er erhielt Stipendien der Sloan Foundation, der MacArthur Foundation und der Guggenheim-Stiftung.
Er lebt mit seiner Frau Ginger Rhodes, einer promovierten Psychiaterin mit eigener Praxis in San Francisco, in Half Moon Bay in Kalifornien und hat zwei Kinder.

## Schriften (Auswahl)
- The Making of the Atomic Bomb, Simon and Schuster 1986
  - Deutsche Ausgabe: Die Atombombe oder Die Geschichte des 8. Schöpfungstages. Greno, Nördlingen, 1988
- Nuclear Renewal: Common Sense about Energy, New York: Whittle Books 1993
- How to Write: Advice and Reflections, New York: Morrow 1995
- Dark Sun: The Making of the Hydrogen Bomb, Touchstone 1996
- Deadly Feasts: Tracking the Secrets of a Terrifying New Plague, Simon and Schuster 1997
- Why they Kill: The Discoveries of a Maverick Criminologist, New York: A. Knopf 1999
- A Hole in the World. An American Boyhood, Simon and Schuster 1990, University Press of Kansas 2000
- Masters of Death: The SS-Einsatzgruppen and the Invention of the Holocaust, New York, Knopf 2002
- John James Audubon: The Making of an American, Knopf 2004
- The Twilight of the Bombs: Recent Challenges, New Dangers, and the Prospects for a World Without Nuclear Weapons, New York: Knopf, 2010
- Hedy’s Folly: The Life and Breakthrough Inventions of Hedy Lamarr, the Most Beautiful Woman in the World, Doubleday 2011
- Hell and Good Company: The Spanish Civil War and the World it Made, Simon and Schuster 2015